# When Your Heart Stops Beating
When Your Heart Stops Beating è il primo album studio del gruppo musicale statunitense +44, pubblicato il 14 novembre 2006.
Il singolo che precede l'album è l'omonimo When Your Heart Stops Beating, di cui si può trovare il video nel sito MTV.com. L'album ha venduto oltre 500 000 copie in tutto il mondo, ottenendo nel complesso un successo commerciale di certo inferiore ai vecchi e più celebri blink-182 ma con un'accoglienza piuttosto favorevole da parte della critica.
L'album è uscito in 3 versioni: blu, verde e fucsia. In queste 3 versioni a parte il colore della copertina e del 44 scritto sul CD non c'è alcuna differenza.

## Tracce
1. Lycanthrope - 3:57
2. Baby, Come On - 2:46
3. When Your Heart Stops Beating - 3:12
4. Little Death - 4:05
5. 155 - 3:29
6. Lillian - 4:38
7. Cliff Diving - 3:40
8. Interlude - 1:12
9. Weatherman - 4:33
10. No It Isn't - 3:31
11. Make You Smile - 3:44
12. Chapter XIII - 5:07
13. Baby Come On (Acoustic Version) (Bonus UK) - 2:54
14. Weatherman (Acoustic Version) (Bonus UK) - 4:17

### B-Sides
1. Cliff Diving (Instrumental) (Esclusiva su un sette pollici con il pre-order del disco)
2. Weatherman
3. Baby Come On
4. 145 (versione acustica di 155)

## Singoli
- Lycanthrope (Promo nel Regno Unito)
- When Your Heart Stops Beating